# 長棘門齒鯛
長棘門齒鯛為輻鰭魚綱鱸形目鱸亞目鯛科的其中一種，分布於西大西洋區，從美國北卡羅來納州至喬治亞州、墨西哥灣海域，棲息深度5-185公尺，體長可達30公分，棲息在泥底質海域，可做為食用魚。